# Thomisus rajani
Thomisus rajani là một loài nhện trong họ Thomisidae.
Loài này thuộc chi Thomisus. Thomisus rajani được miêu tả năm 2001 bởi Bhandari & Pawan U. Gajbe.